# دورت ليندنر
دورت ليندنر (بالألمانية: Dörte Lindner)‏ هي غطاسة ألمانية، ولدت في 22 مارس 1974 في روستوك في ألمانيا.

## وصلات خارجية
- دورت ليندنر على موقع الاتحاد الدولي للسباحة (الإنجليزية)
- دورت ليندنر على موقع قاعدة بيانات الغوص IAT (الألمانية)
- دورت ليندنر على موقع اللجنة الأولمبية الدولية (الإنجليزية)
- دورت ليندنر على موقع أوليمبيديا (الإنجليزية)